# Parafisi
Le parafisi sono strutture filamentose sterili presenti negli apparati riproduttivi di funghi, felci, alghe e briofite, con lo scopo di proteggere gli organi sessuali o gli sporangi o di favorirne le funzioni; nei funghi sono ife sterili intercalate nell'imenio tra gli aschi, col compito di nutrire questi ultimi e di tenerli fermi direzionando inoltre il lancio delle ascospore.